# Cleome houtteana
Cleome houtteana là một loài thực vật có hoa trong họ Màng màng. Loài này được Schltdl. mô tả khoa học đầu tiên năm 1851.